# Z31 (есмінець)
Z31 (нім. Z 31) — військовий корабель, ескадрений міноносець типу 1936A (Mob) Кріґсмаріне за часів Другої світової війни.
Есмінець Z31 закладений 1 вересня 1940 року на верфі заводу Deutsche Schiff- und Maschinenbau, AG Weser у Бремені. 15 травня 1941 року спущений на воду, а 11 квітня 1942 року введений до складу військово-морських сил Третього Рейху. Корабель брав участь у бойових діях в арктичних водах. Після капітуляції нацистської Німеччини есмінець був переданий Франції, як контрибуція.

## Історія служби

### Бій у Баренцовому морі
30 грудня 1942 року важкі крейсери «Лютцов» та «Адмірал Гіппер» у супроводі шести есмінців вийшли з Нарвіка для проведення операції «Регенбоген» — напад на конвой JW 51B, який, за даними німецької розвідки, йшов з Лох Ю до радянського Мурманська й мав лише легкі сили ескорту. Для проведення операції виділялося оперативна група німецького флоту у складі важкого крейсера «Адмірал Гіппер», «кишенькового» лінкора «Лютцов» і шести есмінців. За планом віцеадмірала Оскара Кумметца німецькі сили ділилися навпіл: одне угруповання з крейсером «Адмірал Гіппер», есмінцями Z4 «Ріхард Бейтцен», Z16 «Фрідріх Еккольдт» та Z29 мало атакувати конвой з півночі, відволікаючи головні сили ескорту на себе. Потім друге угруповання — крейсер «Лютцов» та три есмінці — Z30, Z6 «Теодор Рідель» та Z31 — атакували б незахищені транспортні судна конвою з півдня.
Вранці 31 грудня в умовах слабкої видимості німецькі сили вийшли на союзний конвой у Баренцовому морі й розпочали бій з кораблями ескорту. Попри довгий і наполегливий обстріл конвою, британці, не втративши жодного транспортного судна конвою, зуміли відбити атаку німців. У морському бою з боку британського флоту загинули ескадрений міноносець «Акейтіз» та тральщик «Бремблі», які вогнем корабельної артилерії потопив «Адмірал Гіппер», ще два есмінці «Онслоу» й «Обд'юрет» були ним пошкоджені. «Лютцов» пошкодив есмінець «Обідіент». Німецький флот втратив есмінець Z16 «Фрідріх Еккольдт», який знищили британські крейсери «Шеффілд» і «Джамайка», котрих німці в сутінках помилково прийняли за власні крейсери. Перш ніж німецькі капітани зрозуміли свою помилку, британці відкрили по них щільний вогонь. «Фрідріх Еккольдт», що йшов першим, уражений у центр корпусу й затонув менш ніж за дві хвилини; на ньому загинув весь екіпаж у 340 або 341 особу. Z4 «Ріхард Бейтцен» вислизнув без пошкоджень. Ця сутичка відвернула британські крейсери і вони втратили контакт з крейсером «Адмірал Гіппер», який повним ходом йшов на схід.

### 1943
5—6 лютого 1943 року Z31, Z6 «Теодор Рідель» і мінний загороджувач «Бруммер» встановили мінне поле біля острова Кильдин. 10–11 березня два есмінці супроводжували перехід «Лютцова» з Каафіорда в Нарвік.
6 вересня 1943 року Z31 вирушив з Алта-фіорда у складі угруповання Крігсмаріне, що складалося з лінкорів «Тірпіц» і «Шарнгорст» і дев'яти есмінців, для участі в операції «Цитронелла», рейд на контрольований союзниками Шпіцберген. 8 вересня Z31 був уражений снарядами берегової артилерії біля Баренцбурга, при цьому один чоловік загинув, а другий був поранений.
У листопаді Z31 перейшов на південь Норвегії, де з 4 по 7 грудня продовжував патрульні операції перед закладкою захисних мінних полів на вході в Скагеррак.

### 1945
25 січня 1945 року німецькі есмінці Z31 з Z34 і Z38 покинули Тромсе та розпочали перехід до Балтійського моря. Через три дні біля Согнефіорда їх перехопила ескадра британських кораблів, включаючи легкі крейсери «Дайадем» та «Морішиес». У бою, що спалахнув, Z31 був сильно пошкоджений, а Z34 дістав легких пошкоджень, здійснивши кілька безрезультатних торпедних атак на британські крейсери, намагаючись прикрити відхід Z31. Під прикриттям димової завіси німецькі швидкохідні есмінці змогли випередити крейсери та сховатися в Аспофіорді, під захист німецької берегової артилерії.